# Masayuki Iwamoto
| Odkryte planetoidy: 6 (wspólnie z Toshimasą Furutą) | Odkryte planetoidy: 6 (wspólnie z Toshimasą Furutą) |
| --------------------------------------------------- | --------------------------------------------------- |
| (4835) Asaeus                                       | 29 stycznia 1989                                    |
| (5399) Awa                                          | 29 stycznia 1989                                    |
| (5581) Mitsuko                                      | 10 lutego 1989                                      |
| (6383) Tokushima                                    | 12 grudnia 1988                                     |
| (9943) Bizan                                        | 29 października 1989                                |
| (27714) Dochu                                       | 29 stycznia 1989                                    |

Masayuki Iwamoto (jap. 岩本雅之 Iwamoto Masayuki; ur. 1954) – japoński astronom amator. Wspólnie z Toshimasą Furutą odkrył 6 planetoid.
W uznaniu jego pracy jedną z planetoid nazwano (4951) Iwamoto.